# Porte de ville (Langeac)
Cette porte de ville est un monument historique situé à Langeac, dans le département français de la Haute-Loire en région Auvergne-Rhône-Alpes.

## Localisation
Ce bâtiment est situé 45 rue du Pont à Langeac. La porte est à présent comprise dans un immeuble.

## Historique
En 1360, Eustache de Langeac fait face aux Jacqueries fait ériger des défenses pour Langeac, avec des portes qui sont murées lors des dangers. 
L'édifice fait l'objet d'une inscription au titre des monuments historiques par arrêté du 10 mars 1965.

## Architecture
Historiquement, le bourg était entouré d'une enceinte fortifiée avec cinq portes et des tours carrées. Cette porte, de style médiéval, est la seule qui subsiste. Elle donnait accès à des ruelles qui longent l'église collégiale.
Typique des fortifications de ville, la porte est formée d'un arc outrepassé, décoré d'une fine mouluration qui la daterait du XVIe siècle. Les piédroits de la porte sont des tailloirs sur pilastres. Une rangée de sept corbeaux domine l'ouverture. Ce sont les restes des mâchicoulis d'un chemin de ronde aujourd'hui disparu.